# (35137) Meudon
(35137) Meudon est un astéroïde de la ceinture principale.

## Description
(35137) Meudon est un astéroïde de la ceinture principale. Il fut découvert par Eric Walter Elst le 2 septembre 1992 à La Silla. Il présente une orbite caractérisée par un demi-grand axe de 2,399 unités astronomiques, une excentricité de 0,159 et une inclinaison de 3,18° par rapport à l'écliptique.
Il fut nommé en hommage à la ville française de Meudon. Proche de Paris, elle est célèbre pour son observatoire astronomique.

## Compléments